# Aškenaška sinagoga u Tuzli
Aškenaška sinagoga u Tuzli, sinagoga Židova Aškenaza.
Mlađeg je nastanka od sefardske. U vrijeme austro-ugarskog zaposjedanja u Tuzli je živjela mala skupina Sefarda. Nadolazećih godina Aškenazi su nagrnuli u Tuzlu i njihov je broj sve više rastao. Već 1885. Aškenazi su osnovali svoju općinu. Fodine 1901. su počeli graditi sinagogu u današnjoj Klosterskoj ulici na broju 12 koju su dovršili 1904. godine. Bila je sagrađena do Klostera s jedne i Turalibegove džamije s druge strane. Tuzlaci su ju nazivali Templ, od njemačke riječi Tempel za hram. Godine 1942. nacisti su ju zapalili i poslije srušili. Dio čestice je nacionaliziran. Na njenom je mjestu poslije sagrađen ekspres restoran i zatim Narodna kuhinja „Imaret“.